# Santuario de Quillacas
Santuario de Quillacas, o simplemente Quillacas, es una población y municipio de Bolivia, ubicado en la provincia de Abaroa del departamento de Oruro. La sección municipal fue creada por Ley de 12 de enero de 1962, durante la presidencia de Víctor Paz Estenssoro.
El municipio está conformado por comunidades rurales, incluyendo: Santuario de Quillacas, Sevaruyo y Soraga. Cuenta con una población de 4.051 habitantes (según el Censo INE 2012).
El templo colonial y santuario ubicados en este municipio, fueron declarados Patrimonio cultural de la nación durante el gobierno de Carlos Mesa Gisbert, por Ley de 10 de febrero de 2005.

## Geografía
El municipio de Santuario de Quillacas se ubica en la parte sur de la provincia de Abaroa, al sureste del departamento de Oruro. Limita al norte y al este con el municipio de Santiago de Huari de la provincia de Sebastián Pagador, al sur con el municipio de Uyuni en el departamento de Potosí, y al oeste con el municipio de Pampa Aullagas de la provincia de Ladislao Cabrera. 
Al norte está bordeado también por el lago Poopó y los principales ríos del municipio son el Río Grande, Vilakollu, Márquez, Mallca, Cayma Cayma y Torajachi.

## Demografía
De acuerdo con el censo boliviano de 2024, la población del municipio de Santuario de Quillacas es de 5 105 habitantes.
La población del municipio aumentó más del doble entre 1992 y 2024:
| Año  | Habitantes (municipio) | Fuente |
| ---- | ---------------------- | ------ |
| 1992 | 2 265                  | Censo  |
| 2001 | 3 305                  | Censo  |
| 2012 | 3 983                  | Censo  |
| 2024 | 5 105                  | Censo  |

## Transporte
El Santuario de Quillacas se encuentra a 165 kilómetros por carretera al sur de Oruro, la capital del departamento.
Desde Oruro, la Ruta 1 se dirige hacia el sur, donde luego de 53 km llega al pueblo de Poopó y luego de otros 63 km al pueblo de Challapata. Desde aquí, la Ruta 30 continúa hacia el sur por otros 30 km vía Santiago de Huari. Luego de cruzar un río, un camino rural sin asfaltar gira hacia el suroeste y luego de 19 km conduce al Santuario de Quillacas. El camino continúa hacia el suroeste hasta Salinas de Garcí Mendoza y el Salar de Uyuni.